# Ĥ
Ĥ, ĥ — літера розширеної латинки, що в мові есперанто позначає глухий м'якопіднебінний фрикативний [x] або глухий язичковий фрикативний [χ]. Літера в есперанто має назву ĥo (вимовляється /xo/).
У малій літері ĥ циркумфлекс у різних шрифтах може мати різну позицію: над усією літерою, над лівим виступом або над правою частиною.
|                                                     |
| ĥ у шрифтах Code2000, Sylfaen, Pragmatika Esperanto |

Оскільки на друкарських машинках ĥ зазвичай була відсутня, Людвік Заменгоф дозволяв вживати hh як заміну.
Неофіційно також вживається hx, аналогічно до інших діакритичних знаків у мові (це не призводить до плутанини, адже літери x в есперанто немає).

## Вихід з ужитку
Ĥ завжди вживалася найрідше серед усіх літер есперантської абетки (хоча в словнику як перша літера використовується в більшій кількості слів, ніж ĵ), а більшість слів із нею мають грецьке походження, де їй відповідає хі. Оскільки остання в більшості мов перейшла в звук [k], згодом з'явилися нові еквіваленти з заміною «ĥ» на «k», зокрема, teĥniko → tekniko, ĥemio → kemio тощо. Траплялися й заміни ĥ в інших випадках, такі як Ĥino → Ĉino (китаєць).
Ці доповнення та зміни з'явилися ще до Першої світової війни, і з того моменту частою темою є неминуче зникнення літери ĥ в майбутньому. Проте сучасних прикладів заміни літери в словах дуже небагато, серед них, наприклад, koruso замість ĥoro. («хор»). Деякі слова з ĥ мають альтернативне написання, але перевага надається оригінальному (наприклад, ĥaoso).
Проте ĥ широко вживається, особливо в словах негрецького походження (ĥano, ĥoto, Liĥtenŝtejno тощо) чи тих, що мають інше значення з k замість ĥ. (Наприклад, eĥo («ехо»), ĉeĥo («чех»), ĥoro («хор») та, відповідно, eko («початок»), ĉeko («чек»), koro («серце») / horo («година»)).

## Кодування
| Літера | Unicode | HTML   | h-система | x-система |
| ------ | ------- | ------ | --------- | --------- |
| Ĥ      | U+0124  | &#292; | Hh        | hx        |
| ĥ      | U+0125  | &#293; | hh        | hx        |